# خودل
خَوْدَل (الاسم العلمي: Volvariella)، جنس فطور من رتبة الغاريقونيات وفصيلة المحارية. ويضم حوالي 50 نوعًا.